# زين الدين أحمد بن حنا
الصاحب الوزير أَبُو العَبَّاسِ زَينِ الدِّينِ أَحْمَدُ بْنُ فَخرِ الدِّينِ مُحَمَّدٍ بن الوزير الكبير بهَاء الدِّينِ عَلِيِّ بن حِنّا وزير الصحبة لأسد مصر السلطان الملك الظاهر بيبرس البُنْدُقْدارِي الصالحي وكان من أقرب رجاله.

## نسبه
أبو العباس أحمد بن محمد بن علي بن محمد بن سليم ، الصاحب زين الدين ابن الوزير الصاحب فخر الدين أبو عبد الله محمد بن الوزير الكبير بهاء الدين علي بن حنا
أخو المولى الصاحب تَاج الدّين ابْن حنا (640-707هـ/1242-1307م) و حفيد بهاء الدين أبو الحسن علي ابن القاضي السديد محمد بن سليم وكان الجد "حنا" قبطي نصراني وأسلم في العصر الأيوبي و تسمي "سليم" لكن اسم حنا ظل ملازما لأسرة واشتهرو به.
كان أباه الوزير فخر الدين أبو عبد الله محمد ابن الوزير الصاحب بهاء الدين صاحب مكانة في الدولة الظاهرية، وتأثير في سير الأحداث آنذاك، و هيبة في النفوس حيث كان شخصيته وعلمه له تأثير ليس فقط  في نفوس العامة، بل وفي كبار رجال الدولة، ولم يكن ذلك قاصراً على مصر، بل امتد إلى بلاد الشام.
تزوج فخر الدين محمد من بنت الاسعد شرف الدين أبو سعيد هبة الله صاعد الفائزى وأنجب منها الصاحب تاج الدين محمد وأخاه زين الدين أحمد حفيدي بهاء الدين بن حنا و سبط شرف الدين الفائزى.

## سيرته
كان فاضلاً متديناً، محباً للفقراء وأهل الخير، رئيساً سخياً بما يراد منه من الجود ويطلب متحلياً بقلائد والمحاسن، محترماً صاحب حرمة وافرة ومهابة كبيرة، حسن الأخبار والآثار تفقه على مذهب الشافعي، ولي التدريس بمدرسة جده. قلد وزارة الصحبة للسلطان الظاهر بيبرس. وعنه قال ابن شداد فقال:(فأقر بحسن تدبيره العيون، وحقق فيما فوض إليه من الأمور الظنون وجعل العلم علماً يهتدي به في حل مشكلات الأمور، والميل إلى العباد والزهاد جنة تقيه المحذور)، كما ناب عن جده في الوزارة.
ولم يكن الصاحب زين الدين في مصاحبته للسلطان وزيراً للصحبة فقط، بل كان يحرص كل الحرص على المشاركة بنفسه في حروب السلطان فيكون ضمن الصفوف الأولى للجيش، يحارب بكل شجاعة وإقدام. وقد أفاض ابن عبد الظاهر في وصف موقفه من ذلك فقال:
وكان مولانا الصاحب زين الدين - حرس الله جلاله - لما دعي إلى النزال أول مسابق، وأسرع راشق، وأقرب مطاعن، وأعظم معاون 
استمر في وزارة الصحبة إلى أن توفى الملك الظاهر بيبرس عام (676هـ / 1277م)، وتولى ابنه الملك السعيد.

## وفاته
وقعت عليه الحوطة ضمن من وقعت عليهم بعد وفاة الجد بهاء الدين بن حنا في عهد السعيد بركه قان، ورغم ذلك فقد ظل على حرمته ومكانته طيلة حياته، معتمداً على زهده وتقواه وعلمه وأدبه، ودرايته بسياسة الأمور، مستمداً ذلك من البيت الذي نشأ به والبيئة التي شب فيها، مما أهله للظهور على الساحة السياسية مرة أخرى، إذ يذكر أنه لما فوضت الوزارة لأخيه الصاحب تاج الدين سنة 693هـ / 1293م، كان هو مشاركاً له، إذ كانا يجلسان معاً في مجلس الوزارة لمباشرة الأمور.

وعنهما قال الشاعر:
وكانت وفاته يوم سابع صفر سنة 704هـ / 1304م ودفن بالقرافة في القاهرة.